# Jalea (gastronomía)
La jalea es un plato típico de la gastronomía del Perú, originaria de la zona norte, específicamente de las regiones de Lambayeque y Piura por influencia muchik.

## Descripción
Este plato es una fritura picante de pescado o marisco, o ambos a la vez, que se acompaña con yucas también fritas o sancochadas y salsa criolla.
Según los ingredientes, la jalea puede denominarse también «jalea de pescado», «jalea de mariscos» o «jalea mixta».

## Etimología
El término «jalea» proviene de una técnica ancestral de conservación del pescado utilizada por la cultura mochica, que consistía en cortar el pescado en largos trozos y dejar que se secaran al sol para su conservación. Luego se cocían estos trozos de pescado a las brasas y se servían con diversos aderezos y yucas sancochadas.

## Historia
Los antecedentes de la «jalea» tal como se la conoce actualmente datan de las picanterías de inicios del siglo XIX, donde se preparaba con trozos de carne de pescado cocidos a las brasas, servidos con una salsa de cebolla, ají, camotes y choclos sancochados, además de rociarse la carne con jugo de limón o naranjas agrias. La receta actual no ha variado mucho salvo porque actualmente los trozos de pescado son más cortos y se preparan fritos.